# Xiphocentron regulare
Xiphocentron regulare är en nattsländeart som beskrevs av Oliver S. Flint Jr. 1991. Xiphocentron regulare ingår i släktet Xiphocentron och familjen Xiphocentronidae. Inga underarter finns listade i Catalogue of Life.